# Frente del Hombre Común
El Frente del Hombre Común o Frente del Hombre Cualquiera (en italiano: Fronte dell'Uomo Qualunque, UQ) fue un partido político italiano de ideología monarquista, populista y anticomunista existente entre 1946 y 1949. Fue fundado por el periodista y dramaturgo Guglielmo Giannini, y su insignia era el logotipo del periódico satírico "L'Uomo Qualunque" ("El Hombre Común"), propiedad de Giannini, que consistía en un hombre siendo aplastado por una máquina de imprenta.
El partido dio origen al término qualunquismo, que alude a partidos e ideologías populistas y demagógicas.

## Historia
El 27 de diciembre de 1944, el periodista romano Guglielmo Giannini fundó el semanario "El Hombre Común", en el cual atacaba virulentamente a la clase política imperante y a los partidos del Comité de Liberación Nacional. Uno de sus eslóganes fue "Abbasso Tutti!" ("¡Abajo todos!"). El medio se caracterizaba por el uso de lenguaje vulgar y despectivo contra los partidos y políticos de la época, por ejemplo: Piero Calamandrei era llamado Caccamandrei, Ferruccio Parri como Fessuccio Parmi, entre otros.
Giannini articuló a sus seguidores fundando el Frente del Hombre Común en un Congreso celebrado en Roma entre el 16 y el 19 de febrero de 1946. Se declaraba portavoz de los intereses de las clases medias y contrario a todos los demás partidos políticos de la Italia de posguerra, particularmente a los comunistas. Entre sus militantes se encontraban antiguos partidarios del régimen fascista y críticos de las fuerzas integrantes del Comité de Liberación Nacional.
En las elecciones generales de 1946 a la Asamblea Constituyente, obtuvo un 5,3% de las preferencias y 30 escaños. Los buenos resultados continuaron en las elecciones administrativas de ese año, obteniendo algunas alcaldías en el sur del país y el segundo lugar en Roma, superando a la Democracia Cristiana. En 1947, entregó su apoyo al gobierno del democristiano Alcide de Gasperi, luego de la salida del PCI y el Partido Socialista Italiano del gabinete. Esto motivó una importante baja en la popularidad de los qualunquisti –sumado a la ausencia de un programa político definido–, expresada en la salida de varios militantes del partido y de algunos de sus diputados. 
Formó con el Partido Liberal Italiano la coalición Bloque Nacional para las elecciones generales de 1948. UQ apenas obtuvo cinco diputados y un senador, lo que llevó poco después a la disolución del partido. Sus militantes pasaron posteriormente a las filas de la DC, el PLI, el Movimiento Social Italiano y el Partido Nacional Monárquico.
Tras el fin de UQ, Giannini intentó seguir en la línea política como candidato a diputado en 1953 –como independiente dentro de la lista DC– y en 1958 –en la lista del PNM–, ambas sin ser elegido. Falleció en Roma en 1960.